# Fodico
Fodico è una frazione del comune di Poviglio, in provincia di Reggio Emilia. Essa dista circa 3,5 km dal capoluogo comunale, al confine con i comuni di Brescello e di Boretto (a nord) e di Castelnovo di Sotto (a est). La frazione si sviluppa longitudinalmente seguendo il tracciato della strada provinciale (SP 83) "Molinara" che collega Fodico alla vicina località di Meletole, nel comune di Castelnovo.

## Storia
L'origine dell'attuale toponimo è incerta; ignota è anche la ragione per la quale le prime fonti, di epoca romana, in cui la località è menzionata vi facciano riferimento come Castrum Vulturis cioè, letteralmente, come "luogo o terra di avvoltoi". La frazione ha in ogni caso radici antichissime: studi archeologici, avvalorati da decennali indagini in situ, hanno confermato - grazie alla scoperta di successive stratificazioni antropiche - l'esistenza di insediamenti nella zona sin dall'età del bronzo (XVI-IX secolo a.C.), passando poi per quella del ferro (IX-VI secolo a.C.), sino all'epoca romana e medievale. Nell'Ottocento il paleontologo reggiano don Gaetano Chierici (1816-1873) intraprese una serie di scavi in base ai quali egli poté accertare l'esistenza di una vasta terramara, detta di Santa Rosa, fin al di sotto della chiesa. La frazione fu interessata dalla grandi alluvioni del Po del 1765 e del 1951 di cui hanno lasciato vive e dettagliate testimonianze, oggi conservate nell'archivio parrocchiale, i rispettivi parroci dell'epoca, don Giuseppe Diemi e don Arturo Gualtieri.

## Monumenti e luoghi d'interesse
- Chiesa di San Giacomo Maggiore Apostolo. La pieve è già menzionata nella pergamena delle Decime del 1230 ove risulta dipendente, come "cappella" o "curazia", dalla plebana di Poviglio. La sua edificazione, sotto forma di semplice oratorio, sembrerebbe risalire al XII secolo, come testimonia l'iscrizione sovrastante il portale d'ingresso che recita: Septem recto seculis prima facta - Anno MDCCLXIII - renovari et ampliari curavit - Joseph Diemi Rector ("Esistente da sette secoli, restaurata ed ampliata nel 1763 dal rettore Giuseppe Diemi")[6].
- Terramara di Santa Rosa

## Consulta di frazione
Fodico, dal 2011, elegge una propria Consulta di Frazione, organo civico con funzioni consultive e propositive, istituito con delibera del Consiglio comunale. La Consulta è composta dai tre candidati che siano risultati eletti sulla base del maggior numero di preferenze nominali ricevute da parte degli aventi diritto al voto ovvero da tutti i cittadini maggiori di 16 anni che risiedano o esercitino un'attività commerciale nella località di Fodico. Il mandato della Consulta coincide, in termini di durata, con quello amministrativo. Nei giorni 5, 6 e 7 ottobre 2014 si è svolta l'elezione per il rinnovo dell'organo civico della frazione.